# Adam Deadmarsh
Adam Deadmarsh, född 10 maj 1975 i Trail, British Columbia, är en kanadensisk före detta professionell ishockeyspelare som spelade 10 säsonger i NHL för klubbarna Quebec Nordiques, Colorado Avalanche och Los Angeles Kings. Han är numera anställd inom Colorado Avalanches organisation som assisterande tränare. Han har tidigare även varit video- och utvecklingscoach. 
Deadmarsh har en amerikansk mor vilket gör att han även har amerikanskt medborgarskap. Detta möjliggjorde för honom att spela i det amerikanska ishockeylandslaget vilket han gjorde vid ett flertal tillfällen, bland annat i World Cup 1996 där USA vann guld och i OS 2002 där det blev silver.

## Meriter
- Stanley Cup – 1995–96
- World Cup 1996 – Guld
- OS 2002 – Silver

## Statistik

### Klubbkarriär
| 1991–92    | Portland Winter Hawks | WHL        | 68  | 30  | 30  | 60  | 111 | 6   | 3  | 3  | 6  | 13  |
| 1992–93    | Portland Winter Hawks | WHL        | 58  | 33  | 36  | 69  | 126 | 16  | 7  | 8  | 15 | 29  |
| 1993–94    | Portland Winter Hawks | WHL        | 65  | 43  | 56  | 99  | 212 | 10  | 9  | 8  | 17 | 33  |
| 1994–95    | Portland Winter Hawks | WHL        | 29  | 28  | 20  | 48  | 129 | —   | —  | —  | —  | —   |
| 1994–95    | Quebec Nordiques      | NHL        | 48  | 9   | 8   | 17  | 56  | 6   | 0  | 1  | 1  | 0   |
| 1995–96    | Colorado Avalanche    | NHL        | 78  | 21  | 27  | 48  | 142 | 22  | 5  | 12 | 17 | 25  |
| 1996–97    | Colorado Avalanche    | NHL        | 78  | 33  | 27  | 60  | 136 | 17  | 3  | 6  | 9  | 24  |
| 1997–98    | Colorado Avalanche    | NHL        | 73  | 22  | 21  | 43  | 125 | 7   | 2  | 0  | 2  | 4   |
| 1998–99    | Colorado Avalanche    | NHL        | 66  | 22  | 27  | 49  | 99  | 19  | 8  | 4  | 12 | 20  |
| 1999–00    | Colorado Avalanche    | NHL        | 71  | 18  | 27  | 45  | 106 | 17  | 4  | 11 | 15 | 21  |
| 2000–01    | Colorado Avalanche    | NHL        | 39  | 13  | 13  | 26  | 59  | —   | —  | —  | —  | —   |
| 2000–01    | Los Angeles Kings     | NHL        | 18  | 4   | 2   | 6   | 4   | 13  | 3  | 3  | 6  | 4   |
| 2001–02    | Los Angeles Kings     | NHL        | 76  | 29  | 33  | 62  | 71  | 4   | 1  | 3  | 4  | 2   |
| 2002–03    | Los Angeles Kings     | NHL        | 20  | 13  | 4   | 17  | 21  | —   | —  | —  | —  | —   |
| NHL totalt | NHL totalt            | NHL totalt | 567 | 184 | 189 | 373 | 819 | 105 | 26 | 40 | 66 | 100 |